# Colombina Clandestina

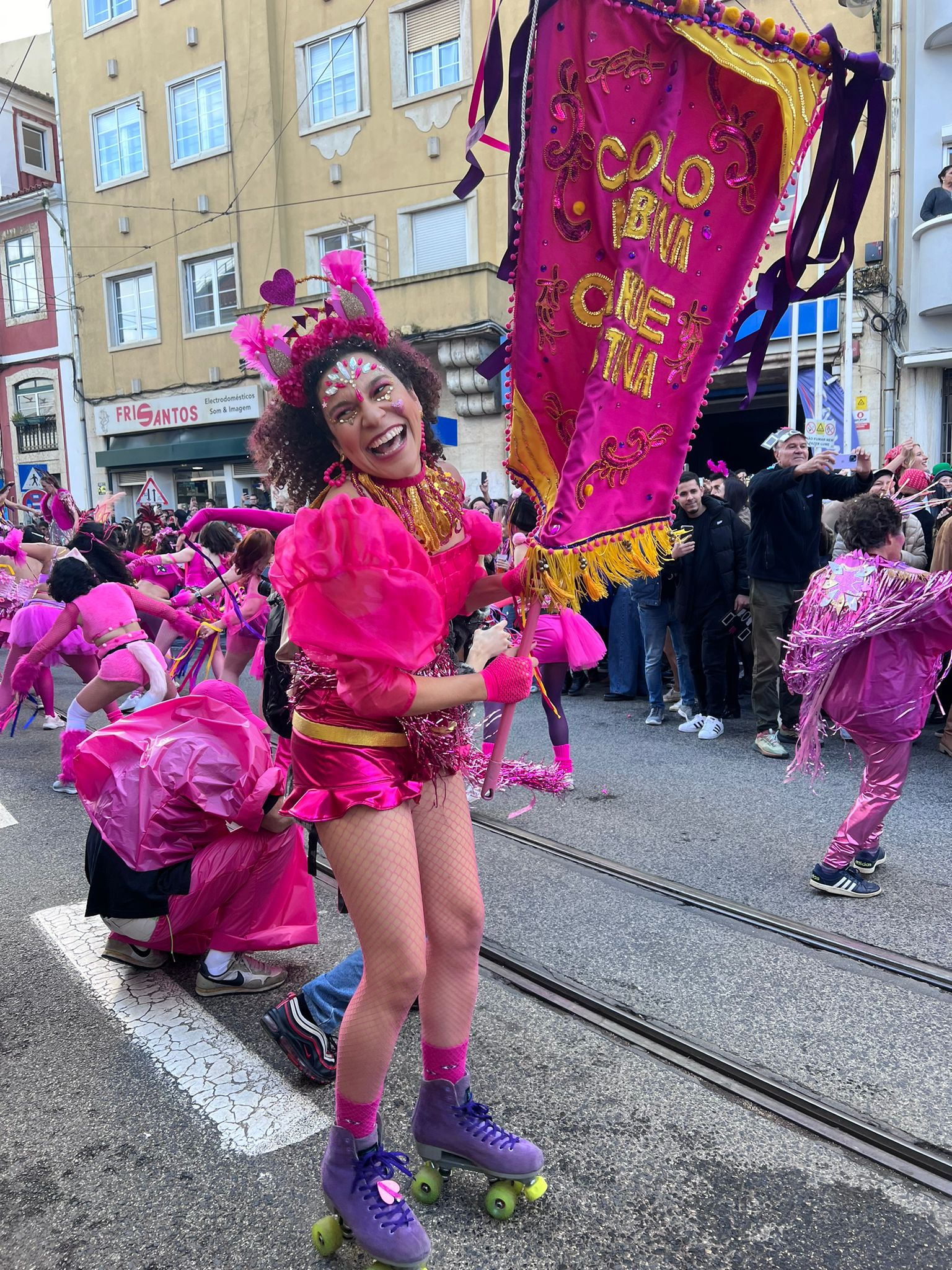
Estandarte Colombina Clandestina, Fevereiro 2024, Lisboa

Colombina Clandestina (2017) é um bloco de carnaval organizado por migrantes brasileiros, em Lisboa, e considerado o maior bloco desta cidade e o maior Carnaval de Bloco de Rua fora do Brasil. Este bloco tem ainda um cariz político e activista, nomeadamente no que respeita às questões sociais como sejam o diálogo com as minorias, os direitos das comunidades migrantes, da comunidade LGBTQI+ e das mulheres, a multiculturalidade, o direito ao espaço público e o combate à gentrificação.

## Histórico
O bloco Colombina Clandestina nasce, em 2017, em Lisboa e tem como fundadora Andréa Freire que, juntamente com duas ex-colegas da Faculdade de Letras da Universidade de Lisboa, organizaram o primeiro cortejo. Este movimento tinha como referência as características do Carnaval da Bahia, no Brasil, que alia a folia às questões sociais, e está assente nos Objetivos de Desenvolvimento Sustentável (ODS) da Organização das Nações Unidas (ONU), nomeadamente nos pilares do feminismo, a diversidade e o viver a rua. As questões sociais também se encontram presentes no nome deste bloco que se inspirou na personagem colombina da commedia dell’arte italiana e nos bares de Alfama que, fora de horas, abriam as suas portas clandestinamente.
Este bloco organiza, em Lisboa, o cortejo de Carnaval e, indicavam dados de 2022, era constituído por uma orquestra de cerca de 50 integrantes liderada por um abre-alas com dez bailarinas e bailarinos.
Nas semanas prévias ao dia do cortejo são organizados, em diferentes locais da cidade, como os bairros de Alfama ou o do Areeiro, ensaios abertos onde se treinam as músicas e coreografias a apresentar no dia do desfile, que ocorre no sábado antes da terça-feira de Carnaval.
São diversas as parcerias que este colectivo estabelece com a sociedade civil, como são exemplo a parceria com a Associação do Património e da População de Alfama (APPA) ou o coletivo A Avó Veio Trabalhar, que permitiu, em 2024, a participação de quatro mulheres seniores no cortejo deste bloco.

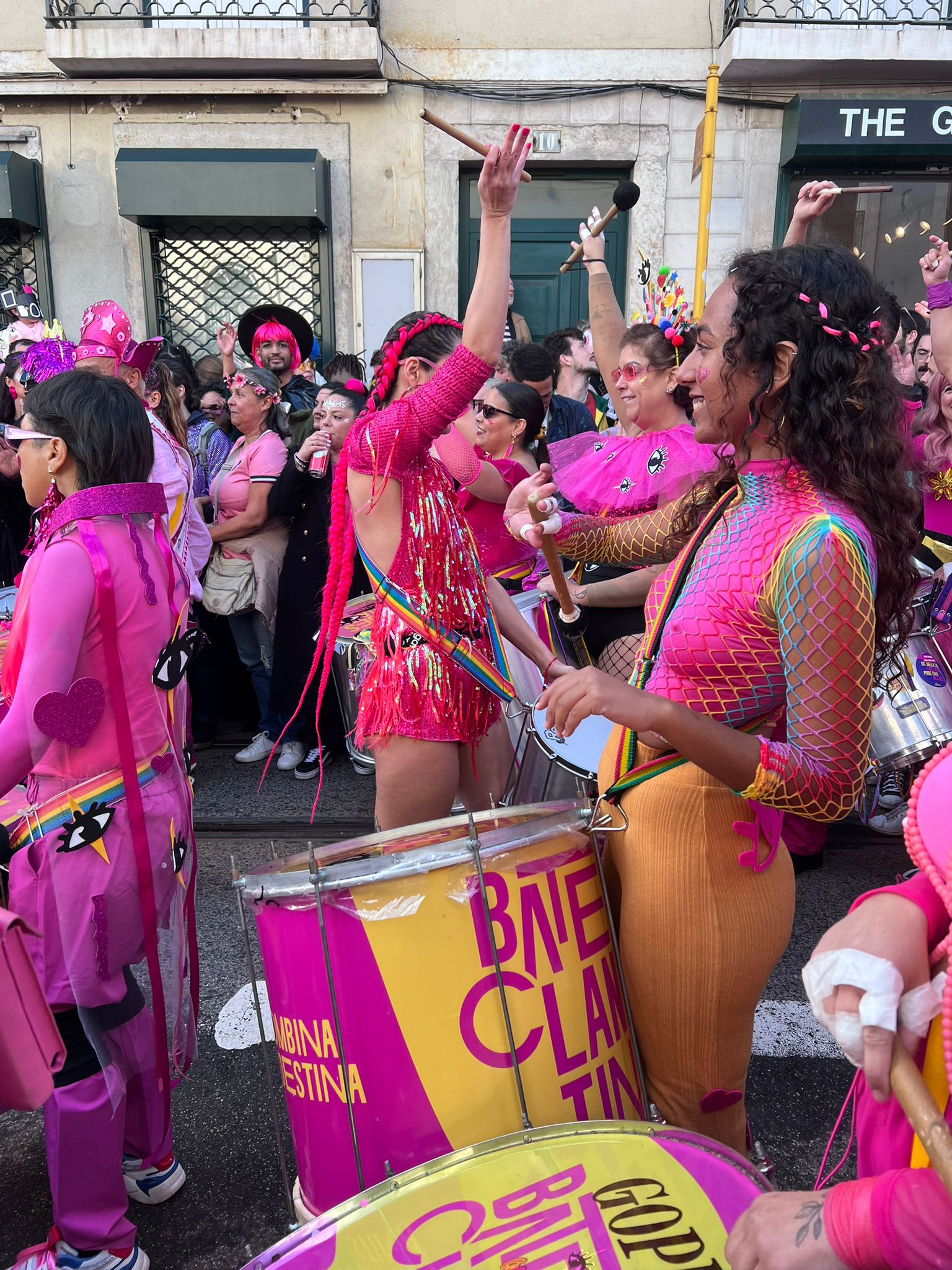
Colombina Clandestina, Fevereiro 2024, Bairro da Graça, Lisboa

As performances da Colombina Clandestina não se restringem apenas ao Carnaval havendo digressões do colectivo em Espanha ou Alemanha e participações nas festas dos santos populares na cidade de Lisboa, nas comemorações da revolução do 25 de Abril ou em manifestações como as do direito à habitação, a Marcha da greve feminista de 8 de Março ou Marcha do Orgulho de Lisboa.

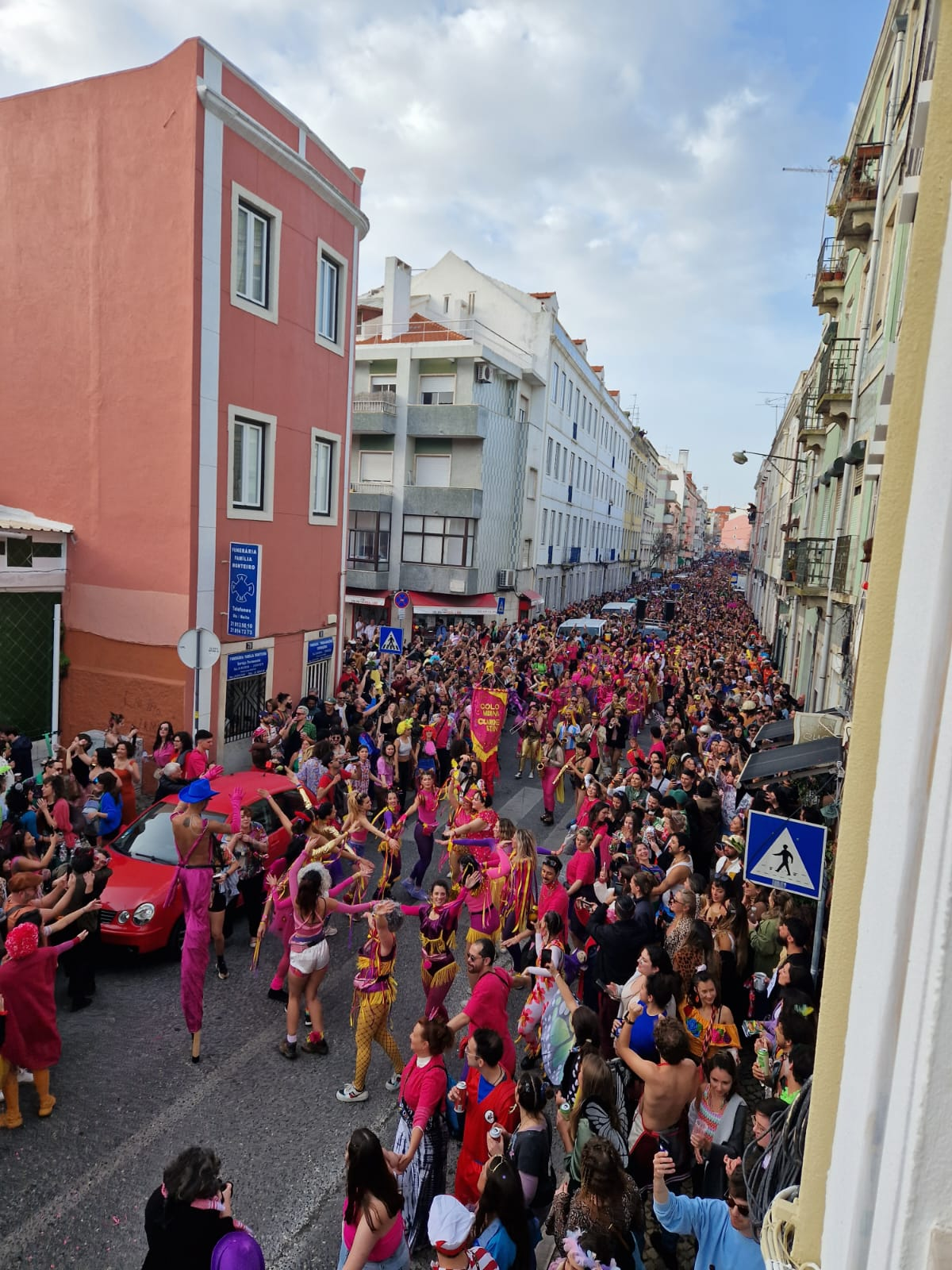
Cortejo do bloco carnavalesco Colombina Clandestina (Penha de França, Lisboa, 2023)

### Percursos do cortejo de sábado de Carnaval:[1][2][4][5][6][7][11]
- 2020 - No Bairro de Alfama, onde participaram cerca de 7 mil pessoas.
- 2021 - Neste ano, o cortejo não aconteceu, devido à pandemia de Covid-19.
- 2022 - Do Panteão Nacional até ao Largo da Graça;
- 2023 - Do Largo da Igreja da Penha de França até ao Largo da Graça. Neste cortejo participaram cerca de 20 mil pessoas.
- 2024 - Sob o tema “A Cor é Rosa” o cortejo iniciou no Mercado de Sapadores (Penha de França), passou pelo Bairro da Graça e terminou no Mercado de Santa Clara (Feira da Ladra, na freguesia de São Vicente)

Em 2022 e 2023, e após o cortejo, foi ainda realizada uma festa de Carnaval, na Voz do Operário.

## Questões Burocráticas

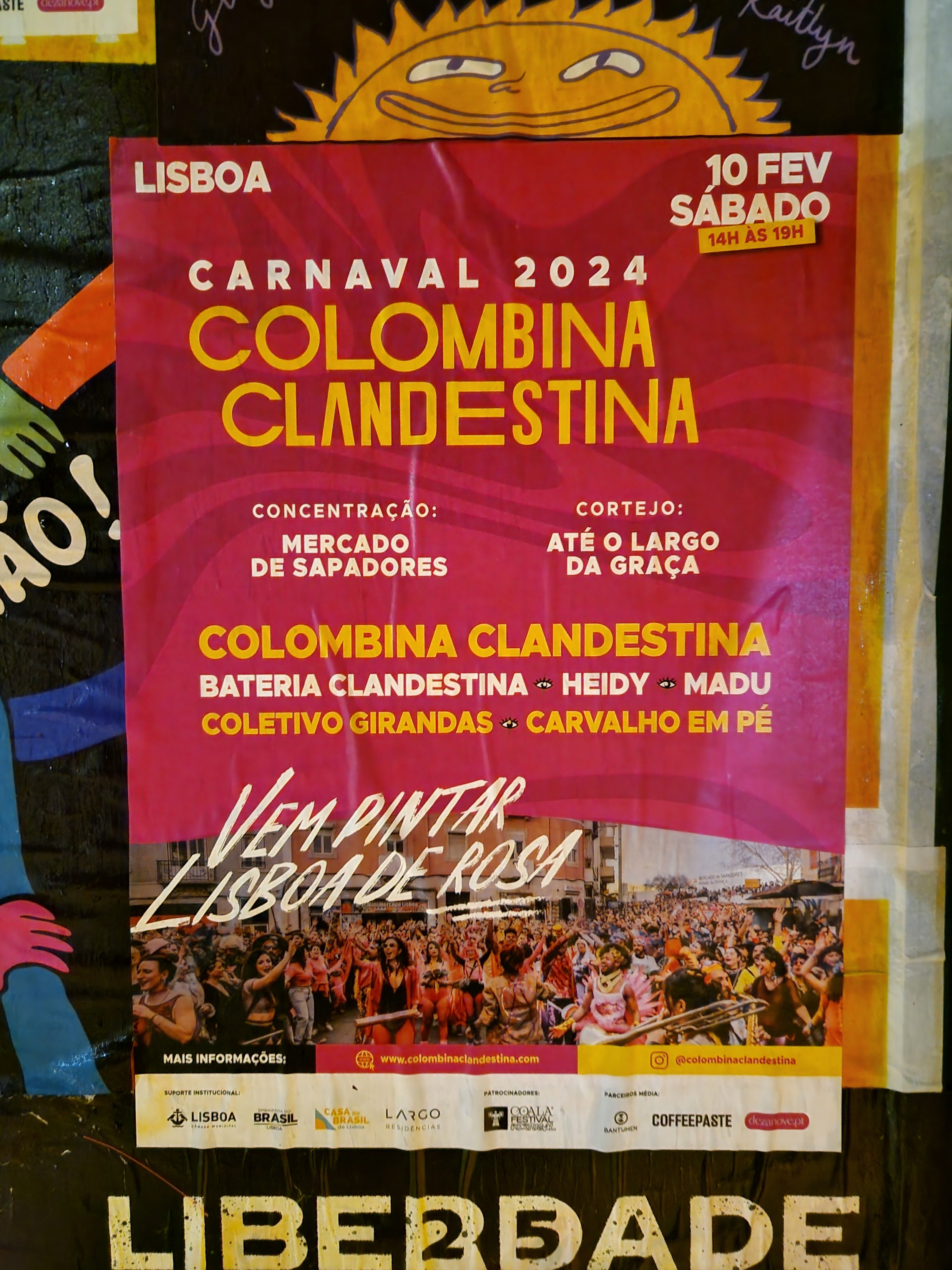
Cartaz anunciando o desfile da Colombina Clandestina, a 10 de Fevereiro de 2024, em Lisboa.

Este bloco, bem como outros blocos de Carnaval que existem na cidade de Lisboa têm, desde 2020, sofrido diversos constrangimentos burocráticos por parte do Município de Lisboa, de algumas Juntas de Freguesia da cidade e da Polícia de Segurança Pública. Estas questões burocráticas assentam sobretudo em questões relacionadas com a atribuição de licenças e autorizações para os cortejos, restrições de percursos, os valores financeiros exigidos pelas autoridades para garantir a realização do desfile, despesas com a instalação de casas de banho ou exigência de seguros de responsabilidade civil. Estes constrangimentos ocorrem porque estas instituições públicas deixaram de caracterizar estes cortejos como manifestações culturais e políticas e passaram a considerá-los como eventos comerciais.

## Reconhecimentos
- 2021 - o colectivo foi um dos dez programas aprovados, em Portugal, pela Santa Casa de Misericórdia de Lisboa para integrar o projeto de aceleração de startups do hub criativo da instituição.[4][15]
- 2022 - participou nas comemorações do bicentenário da independência do Brasil, organizadas nos jardins da residência oficial do primeiro ministro de Portugal.[16]
- 2023 - o cortejo da Colombina Clandestina foi incluído no calendário turístico oficial da cidade de Lisboa.[7]

## Ligações Externas
- Os corpos da revolta - entrevista a Andréa Freire sobre as expressões politicas e culturais do carnaval brasileiro em Portugal.